# クリスティアン・グリンハイム
クリスティアン・グリンハイム（Christian Grindheim、1983年7月17日 - ）は、ノルウェー・ハウゲスン出身の元プロサッカー選手。元ノルウェー代表。現役時代のポジションは、ミッドフィールダー。

## 経歴

### クラブ
地元クラブのFKハウゲスンでプロデビュー。2004年シーズン終了後、ハウゲスンの2部降格に伴いヴォレレンガ・フォトバルに移籍。
2008年1月、SCヘーレンフェーンに移籍。
2011年6月、FCコペンハーゲンに移籍。
2013年2月、買い取りオプション付きのレンタルでヴォレレンガに復帰し、7月から完全移籍に移行。

### 代表
各年代でノルウェー代表に選出されており、2002年にはクリストファー・ヘスタッド、ルネ・ヤーステインらとともにUEFA U-19欧州選手権に参加した。2005年8月のスイス戦でA代表初キャップ。2009年2月のドイツ戦で初ゴール。

## タイトル
ヴォレレンガ
- エリテセリエン: 2005

ヘーレンフェーン
- KNVBカップ: 2008–09

コペンハーゲン
- デンマーク・カップ: 2011–12